# Cascina Antonietta (métro de Milan)
Cascina Antonietta est une station de la ligne 2 du métro de Milan, située sur la commune de Gorgonzola.